# Thomas Lemuel James
Thomas Lemuel James (Utica, 29 marzo 1831 – 11 settembre 1916) è stato un politico statunitense.

## Biografia
Fu il ventinovesimo direttore generale delle poste degli Stati Uniti durante la presidenza di James A. Garfield (ventesimo presidente) prima e la presidenza di Chester Arthur (ventunesimo presidente) poi.
Nato nello stato di New York, i suoi genitori erano William James e Jane Maria Price, ebbe 4 mogli: Emily Ida Freedburn (1852), E. R. Borden, Edith Colborne, Florence MacDonnell Gaffney (1911)
Diventò presidente della Lincoln National Bank nel 1882.
Massone, fu membro della Hamilton Lodge No. 120 di Hamilton, nella  contea di Madison (New York) .